# Чаршијска џамија
Чаршијска џамија или Џамија Камена (алб. Xhamia e Çarshisë, Xhamia e Gurit, Xhamia e Sulltan Muratit) је споменик културне баштине Косова и Метохије који се налази у Приштини. Овај споменик је категорије "Архитектонске". Џамија Чаршије се налази у комплексу старе Приштине, у централном делу града на почетку улице “Назим Гафури” и улице “Зенел Салиху”, тачније на западној страни објекта Музеја Косова и служи као пагода исламске вере. 

## Историјат
Џамија је изграђена око 1393. од стране Султана Бајазита I сина Мурата I. Џамија се првенствено налазила преко пута Старе Чаршије која је срушена шездесетих година 20. века па и дан данас носи име Џамија Чаршије. У близини ове џамије налазе се: Шадрван, Музеј Косова, Џамија Јашар Паше и Археолошки Парк, које све заједно оснивају културно-историјску целину под заштитом државе.

## Архитектура
Џамија је изграђена од камена на четвртастој основи (12.70м), од које се пандативом пролази на дванаестострани ваљак на којем се налази централна купола. Објекат има једну просторију, са минаретом изграђеног у потпуности од камена. Џамија је окружена веома уским двориштем. Унутрашња просторија је осветљена прозорима поређаних на различитим нивоима израженог ритма, површине зидова су украшене зидним сликама са оријенталним биљним мотивима тог времена. Џамију карактеризује и полигонални врх минарета од камена. Џамија је у својој унутрашњости, спољашности и својој околини претрпела обнове и трансформације које су утицале на њен визуелни интегритет, док је минарет остао нетакнут од својег првобитног облика. На овој џамији се тренутно врше радови конзервације. Хајат који је срушен током ове фазе конзервације, претпоставља се да је то била последња интервенција 19. века, обновљеног неколико пута, што се може видети од натписа на две звезде на јужној страни. Што се тиче функционалног, архитектонског и историјског аспекта, ова зграде је јединствене структуре у складу са временским трансформацијама, и у свом саставу чува све карактеристичен елементе још од времена изградње, па се и сматра као истакнуто грађевинско дело.